# Brigada 40 Infanterie (1916-1918)
Brigada 40 Infanterie a fost o mare unitate de nivel tactic, care s-a constituit la 14/27 august 1916 prin mobilizarea unor unități și subunități de rezervă, din compunerea Comandamentului V Teritorial: Regimentul 73 Infanterie - (Tulcea) și Regimentul 78 Infanterie - (Brăila). Brigada a făcut parte din organica  Diviziei 10 Infanterie.:p. 103
La intrarea în război, Brigada 40 Infanterie a fost comandată de colonelul (rz.) Ioan Tarnovschi. În urma reorganizării armatei de la începutul anului 1917, brigada a fost desființată, regimentele componente au fost contopite în Regimentul 73/78 Infanterie, care a intrat în organica Brigăzii 29 Infanterie.

## Participarea la operații

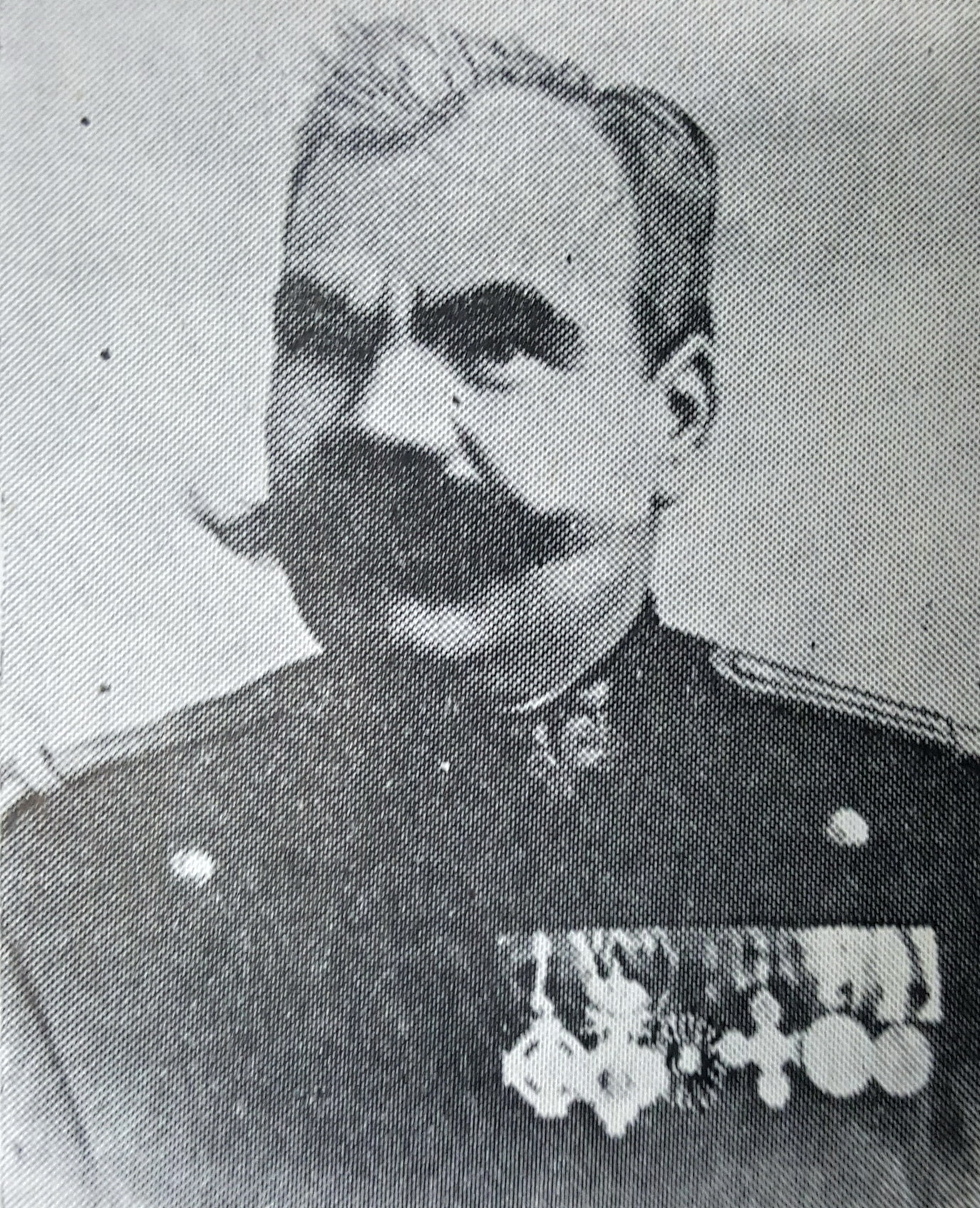
Colonelul Ioan Tarnovschi, comandantul brigăzii în campania din 1916

### Campania anului 1916
În campania anului 1916 Brigada 40 Infanterie a participat la acțiunile militare în dispozitivul de luptă al Diviziei 9 Infanterie participând la Acțiunile militare din Dobrogea și Bătălia pentru București.

## Ordinea de bătaie

### La mobilizarea din 1916
La declararea mobilizării, la 27 august 1916, Brigada 40 Infanterie a făcut parte din compunerea de luptă a Diviziei 10 Infanterie, alături de Regimentul 8 Vânători, Brigada 19 Infanterie, Brigada 20 Infanterie și Brigada 10 Artilerie. Ordinea de bătaie a brigăzii era următoarea:
- Brigada 40 Infanterie

- Regimentul 73 Infanterie
- Regimentul 78 Infanterie

## Comandanți
- Colonel Ioan Tarnoschi